# Strade provinciali della provincia di Pordenone
La rete di strade provinciali della provincia di Pordenone era composta da 73 strade. Dal 1º luglio 2016, con la devoluzione delle competenze provinciali alla Regione in vista della futura soppressione delle province in Friuli Venezia Giulia, queste strade sono divenute di competenza regionale. Dal 1º gennaio 2018 sono di competenza di Friuli Venezia Giulia Strade e hanno inizialmente mantenuto la loro numerazione. Nel 2019 gli è stata attribuita una nuova denominazione, composta dalla sigla SR PN e dal numero della precedente strada provinciale (es. da SP 1 a SR PN 1).
- SP 1 della Val d'Arzino
- SP 2 di Maraldi
- SP 3 di Orgnese
- SP 4 Sandanielese
- SP 5 di Claut
- SP 6 del Sile
- SP 7 di Aviano
- SP 8 di San Michele
- SP 10 del Gorgazzo
- SP 11 di Santa Fosca
- SP 12 di Caneva
- SP 13 di Cordovado
- SP 14 del Fiume
- SP 15 del Livenza
- SP 16 di Gruaro
- SP 17 di Vigonovo
- SP 18 del Teglio
- SP 19 di Montereale
- SP 20 di Andreis
- SP 21 di Bannia
- SP 22 della Val Cosa
- SP 23 di Tauriano
- SP 24 di Cordenons
- SP 25 di Tamai
- SP 26 della Val Colvera
- SP 27 Vivarina
- SP 28 del Reghena
- SP 29 Pedemontana Occidentale
- SP 30 delle Ripe di Gradisca
- SP 31 della Roiata
- SP 32 di Toppo
- SP 33 di Usago
- SP 34 di Lestans
- SP 35 Opitergina
- SP 36 di Arba
- SP 37 di Zoppola
- SP 38 di Porcia
- SP 39 di Fanna
- SP 40 del Ponte di Madrisio
- SP 41 di Bagnarola
- SP 42 di Marignana
- SP 43 di Fagnigola
- SP 44 di San Paolo
- SP 45 di Cevraia
- SP 46 di Orcenigo
- SP 47 di Cusano
- SP 48 di Tremeacque
- SP 49 di Prata
- SP 50 di Sacile
- SP 51 del Venchiaruzzo
- SP 52 di Castel d'Aviano
- SP 53 dei Magredi
- SP 54 di Chievolis
- SP 55 di Pradis
- SP 56 del Cao Maggiore
- SP 57 di Campone
- SP 58 delle Grave
- SP 59 Tesana
- SP 60 delle Cinquestrade
- SP 61 del Cansiglio
- SP 62 di Castelnovo
- SP 63 di Pala Barzana
- SP 64 di Villadolt
- SP 65 dei Templari
- SP 66 di Piagno
- SP 67 di San Cassiano
- SP 68 di Taiedo
- SP 69 di Vajont
- SP 70 dei Camoi
- SP 71 di Ghirano
- SP 72 della Comina
- SP 73 di Barbeano
- SP 74 di Roveredo in Piano